# Apatura tetrica
Apatura tetrica är en fjärilsart som beskrevs av Cabeau 1910. Apatura tetrica ingår i släktet Apatura och familjen praktfjärilar. Inga underarter finns listade i Catalogue of Life.